# Basedowstraße 22 (Magdeburg)

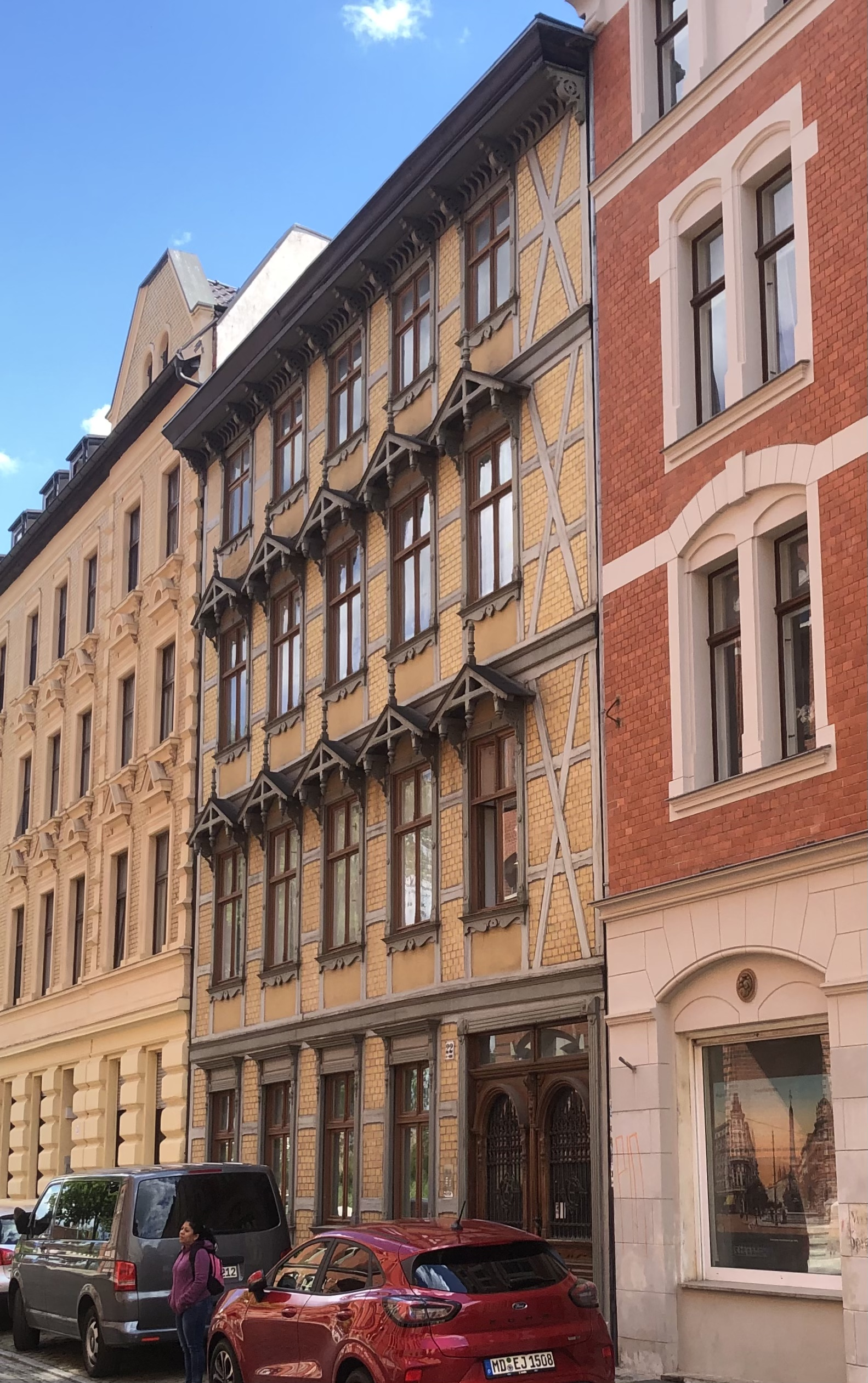
Basedowstraße 22 im Jahr 2021

Das Gebäude Basedowstraße 22 ist ein denkmalgeschütztes Wohnhaus in Magdeburg in Sachsen-Anhalt.

## Lage
Es befindet sich auf der Südseite der Basedowstraße im Magdeburger Stadtteil Buckau. Unmittelbar westlich grenzt das gleichfalls denkmalgeschützte Haus Basedowstraße 20, östlich die Basedowstraße 24, Klosterbergestraße 16 an. Zugleich gehört es zum Denkmalbereich Basedowstraße.

## Architektur und Geschichte
Das viergeschossige Wohnhaus entstand im Jahr 1902 nach einem Entwurf von Hentrist. Die fünfachsige Fassade ist in Fachwerkbauweise, das Gebäude im Übrigen jedoch in massiver Ziegelbauweise errichtet. Das Fachwerk weist Verzierungen auf. Bemerkenswert sind die über den Fenstern des ersten und zweiten Obergeschosses angebrachten Fensterverdachungen mit Hängewerk im Schweizerhausstil. Das Gesims kragt deutlich vor.
Im örtlichen Denkmalverzeichnis ist das Wohnhaus unter der Erfassungsnummer 094 17777 als Baudenkmal verzeichnet.
Das Haus gilt als Teil des gründerzeitlichen Straßenzugs als städtebaulich bedeutsam und ist das einzige Fachwerkgebäude des Bereichs.